# Affaire Sarah Halimi
Ne doit pas être confondu avec Affaire Ilan Halimi ou Meurtre de Mireille Knoll.
Pour les articles homonymes, voir Affaire Halimi et Halimi.
L'affaire Sarah Halimi est une affaire judiciaire française qui a pour origine le meurtre antisémite d'une femme juive à Paris en avril 2017. 
En décembre 2019, l'auteur des faits, Kobili Traoré, est jugé pénalement irresponsable par la cour d'appel de Paris. 
En avril 2021, après une large polémique publique, la décision est confirmée par la Cour de cassation. Le meurtrier est, depuis son interpellation, hospitalisé sous contrainte.

## Faits

### Circonstances
Le 4 avril 2017, vers 4 h du matin, rue de Vaucouleurs, dans le 11e arrondissement de Paris (Quartier de la Folie-Méricourt), Kobili Traoré,,, un musulman âgé de 27 ans, échauffé par une dispute antérieure,, pénètre chez ses voisins, la famille Diarra, les séquestre et les enferme dans une pièce (d'où ceux-ci téléphonent à la police),.
Kobili Traoré pénètre ensuite, via le balcon, chez Sarah Halimi, une juive orthodoxe de 65 ans, née à Nogent-sur-Marne (Val-de-Marne), médecin puis directrice de crèche retraitée, vivant seule. Il la traîne de son séjour sur le balcon et lui assène des coups de poing et de coups de pied, l'insulte, utilisant notamment le terme de « Sheitan » (démon en arabe), crie une dizaine de fois « Allahu akbar » et récite des sourates du Coran. Il tente de l'étouffer, puis, apercevant des policiers dans la cour, il crie qu'elle va se suicider et la jette inanimée du haut du troisième étage,,,. « J'ai tué la sheitan du quartier », hurle-t-il,. La scène dure vingt à trente minutes et est partiellement enregistrée sur le téléphone portable d'une voisine y ayant assisté de sa fenêtre, après avoir été réveillée par les cris de la victime.
Ensuite, le meurtrier se met à prier. Puis il hurle qu’il va sauter du balcon et il jette des objets trouvés dans l'appartement de la victime. Il quitte les lieux en passant à nouveau par le balcon des voisins, entre dans leur salon, et se met à prier,.
La brigade anti-criminalité de la police nationale, pourtant sur place avant la défenestration, n'intervient pas car elle attend des renforts (ce que dénoncent par la suite les avocats de la famille Halimi,). Les policiers pensent avoir affaire à deux événements distincts : la séquestration de la famille Diarra amie des Traoré, devant la porte de l'appartement de laquelle ils sont postés, qu'ils attribuent à un terroriste, ainsi que ce qui se déroule au pied de l'immeuble et qu'ils croient être des violences conjugales,. Près d’une heure plus tard, les secours pénètrent dans la cour et trouvent Sarah Halimi morte,,.

### Contexte et profil du meurtrier

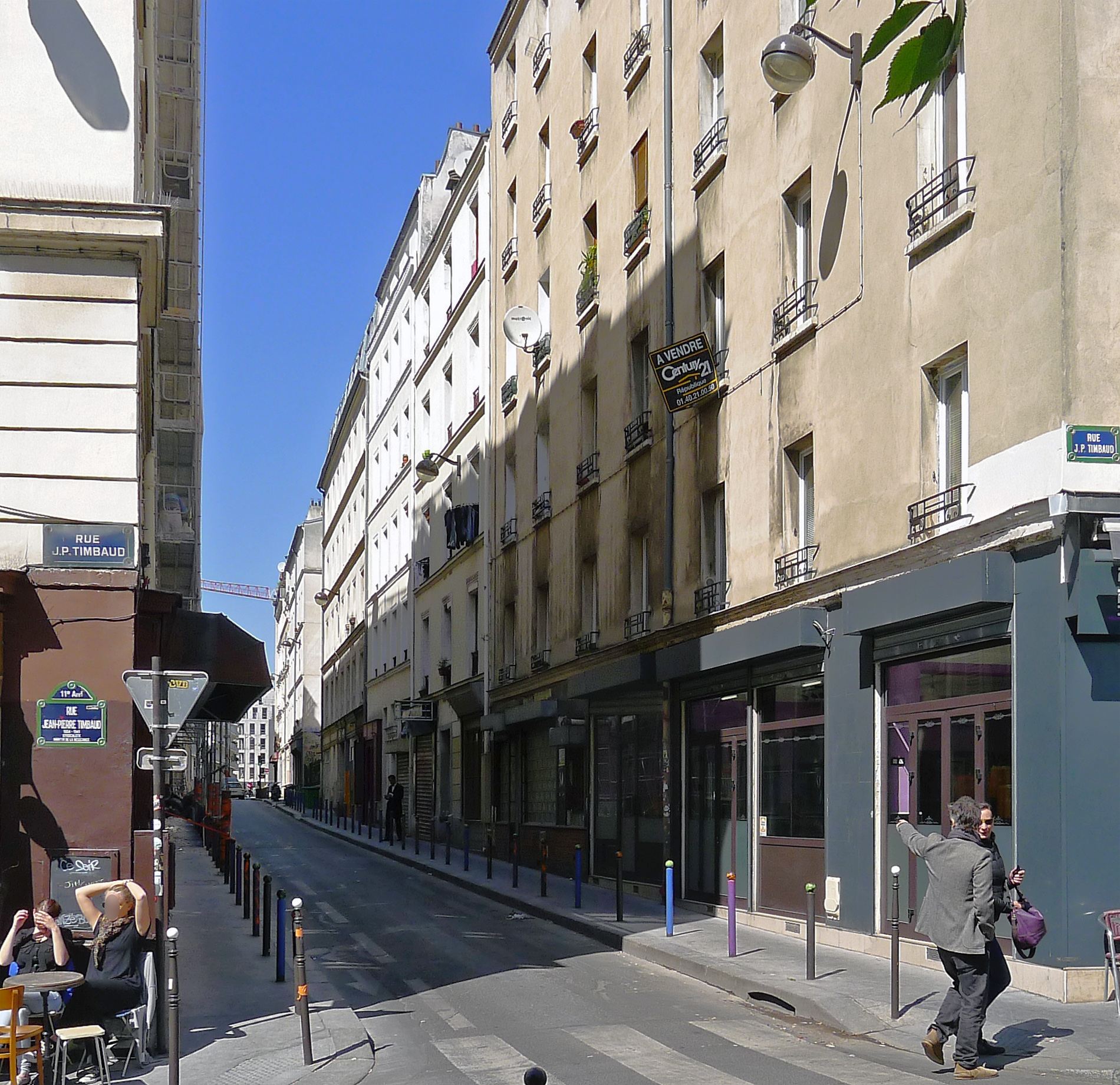
Rue de Vaucouleurs en 2014.

Kobili Traoré habite sporadiquement avec sa famille au deuxième étage de l'HLM où Sarah Halimi occupe un appartement au troisième, à côté d'une autre famille malienne, amie des Traoré,.
Les enfants Traoré sont au nombre de six dont trois filles, mais, quelques années plus tôt, la famille perd un garçon de six ans et renvoie au Mali le fils aîné car elle pense qu'il a été « marabouté ». Son père est mort quand il a huit ans et depuis, Kobili vit une enfance chaotique, changeant fréquemment d'internat. Il arrête les études à 16 ans et tombe dans la délinquance : son casier judiciaire comporte une vingtaine de condamnations pour violences, vol, usage ou trafic de stupéfiants, outrage, port d'armes et de multiples mains courantes mais dans son dossier, nulle évocation d'un trouble psychique particulier. Il écope de six peines de prison et, depuis celle de 2015, « il passe ses journées dehors à ne rien faire » mais il est considéré comme « serviable et gentil » par son entourage. Il a une fiancée au Mali.
Kobili Traoré est un fort consommateur de cannabis depuis l’adolescence, un « délinquant toxicomane », dira le psychiatre, mais depuis le début de l’année 2017, il utilise du haschich davantage concentré pour « s'apaiser » et « mieux planer ». Il fréquente parfois la mosquée Omar, au croisement des rues Morand et Jean-Pierre-Timbaud, « considérée comme un temple de l'islamisme radical » et le jour du meurtre, il y prie à deux reprises.
Selon sa famille, Traoré n’était « pas dans son état normal », les quelques jours avant le drame. La veille, il aurait ressenti ses premières « bouffées d'angoisse » ; il est intercepté dans la rue puis relâché par des policiers qui remarquent son comportement étrange à jeter des coups d'œil derrière lui, il va à la mosquée, consulte un exorciste, il pense que son beau-père veut l’empoisonner ou le « marabouter », il invective l'aide-soignante d'origine haïtienne de sa sœur handicapée, l'accusant de pratiquer des rituels vaudous, puis la congédie au motif qu'elle n'est « pas musulmane » ; le soir, confié par sa mère à la surveillance et aux bons soins de son ami Kader, il se serait endormi chez cet ami devant un film, après avoir fumé une dizaine de joints de cannabis,,.
Cette nuit du meurtre, vers 3 h du matin, en bas de pyjama et les baskets à la main, il quitte l'appartement de son ami, qui dit de lui qu'« il était effrayant, pieds nus, tendu, avec un drôle de regard », et se rend dans cette tenue chez lui, rue de Vaucouleurs mais n'ayant pas les clefs de l'appartement et se sentant « poursuivi par le démon », il se réfugie chez les Diarra, amis et voisins de l'immeuble, qu'il réveille et qui se barricadent quand Traoré insiste pour être hébergé et s'énerve, sans s'en prendre à eux, s'empare de leurs clefs pour verrouiller leur porte d'entrée et dit : « Ça va être la mort, ». Selon lui, il reste alors seul dans leur salon à réciter des sourates l'index levé en l'air, puis enfile un jean et enjambe leur balcon pour se retrouver chez Sarah Halimi.
Traoré admet avoir connaissance de la pratique religieuse assidue de sa victime, seule Juive qui habite l'immeuble depuis de nombreuses années, mais déclare qu'il n'est pas antisémite et que « ça aurait pu tomber sur n'importe qui »,. Cependant, William Attal, frère de Sarah Halimi, affirme devant la police que sa sœur craignait cet homme, qui l'avait précédemment traitée de « sale Juive », ainsi que d'autres membres de sa famille qui, sans se plaindre, restaient sur leurs gardes devant l'hostilité de la famille Traoré,,,.

### Enquêtes

#### 2017
Après le meurtre, le 2e district de police judiciaire (2e DPJ) de Paris est saisi de l'enquête,. Une information est ouverte pour homicide volontaire et le procureur de la République François Molins est chargé de l'enquête.
Après avoir été interpellé sans résistance, le suspect est placé en garde à vue. Une analyse toxicologique révèle la présence de cannabis dans son sang. Il blesse deux policiers sur les huit nécessaires à le maîtriser. Le médecin juge son état psychiatrique incompatible avec la garde à vue et le fait interner,. Sur son lieu d'hospitalisation, il trouve le moyen de se procurer du cannabis pour fumer en cachette.
Le 7 avril 2017, François Molins déclare que ce drame, en l’état de l’enquête, n’est pas un meurtre antisémite mais que cette piste sera aussi explorée.
Le même mois, la juge d'instruction Anne Ihuellou demande l’examen psychiatrique et médico-psychologique de Kobili Traoré ainsi qu'une étude de l’entier dossier, qui seront rendus en juin 2018.
Le 22 mai 2017, les avocats de la famille de Sarah Halimi demandent la requalification de l’acte d'accusation, en incluant le motif aggravant d’antisémitisme, et reconstituent pour les journalistes « les dernières heures de la victime, les conditions de sa mise à mort, mais aussi le profil du meurtrier », dont sa radicalisation islamiste probablement due, selon eux, à un précédent séjour en prison, sa fréquentation d'une mosquée salafiste de la rue Jean-Pierre-Timbaud, ainsi que les relations délétères que sa famille entretenait avec celle de la victime : « des insultes, des crachats par terre, une des filles de Mme Halimi a été traitée de « sale Juive » par une des sœurs du suspect ». Un expert psychiatre dira plus tard à la barre de la chambre d'instruction que le judaïsme de la victime et la vision de son chandelier de Shabbat par l'agresseur « ont été l’étincelle » mise à un « baril de poudre ».

#### 2018
Le 4 septembre 2017, le psychiatre Daniel Zagury, dans son rapport concernant Kobili Traoré, écarte l'abolition du discernement du mis en examen, dans son contexte de « délire persécutif polymorphe, à thématique mystique et démonopathique » mais conclut à son altération due notamment à une « bouffée délirante aiguë » (BDA) intitulé également « trouble psychotique bref », un « diagnostic... absolument irrécusable », sans écarter sa dimension antisémite,,.
Au vu de ce rapport et des premiers éléments de la commission rogatoire remis par les enquêteurs, le même mois, le parquet de Paris demande à la juge chargée de l'enquête sur le meurtre que le caractère antisémite soit retenu dans cette affaire.
Le 6 juillet 2018, Le Parisien indique qu'une nouvelle expertise mandatée le 24 avril 2018 par les juges d'instruction à trois psychiatres dont Paul Bensussan et rendue le 11 juin, conclut à « l’abolition du discernement de Kobili Traoré au moment des faits, ainsi que du contrôle de ses actes », ce qui impliquerait que Kobili Traoré « serait irresponsable pénalement ». Les experts — observant aussi que le taux de THC étant « modéré » dans le sang de Kobili Traoré le jour du drame, et que ses idées délirantes ont persisté « longtemps après l’arrêt de l’intoxication » — estiment que la prise de cannabis n'a fait qu'aggraver un processus psychotique déjà amorcé.
Le 10 juillet, le suspect est entendu par le juge d'instruction et reconnaît les faits tout en niant toute motivation antisémite : « je me sentais comme possédé. Je me sentais comme oppressé par une force extérieure, une force démoniaque ». Il attribue son état au cannabis.

#### 2019
Face à deux expertises divergentes, en mars 2019, une nouvelle contre-expertise, qui écarte la possibilité d'une simulation, conclut à une « bouffée délirante aiguë d’origine exotoxique » ayant conduit à l’abolition du discernement de Kobili Traoré,.
Le 17 juin 2019, le parquet de Paris demande le renvoi aux assises de Kobili Traoré pour le meurtre à caractère antisémite.

### Conclusion à l'irresponsabilité, confirmée en appel et en cassation

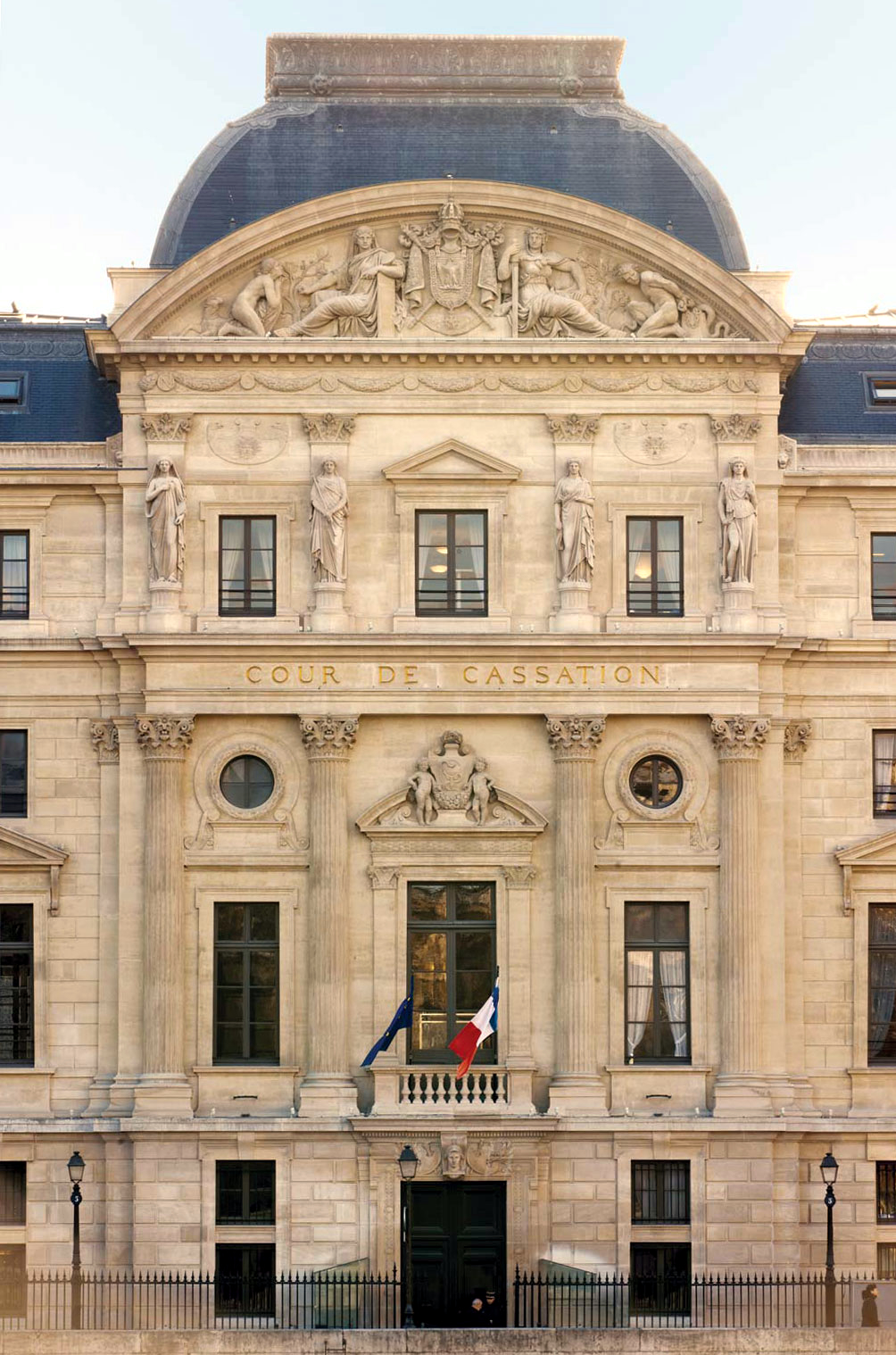
Cour de cassation à Paris.

Dans leur ordonnance rendue le 12 juillet 2019, les juges d’instruction chargés de l'enquête estiment qu'il y a « des raisons plausibles » de conclure à l'irresponsabilité pénale de Kobili Traoré.
Saisie d'un appel du parquet, et à la suite d'une audience du 27 novembre, le 19 décembre 2019, la cour d'appel de Paris conclut à une irresponsabilité pénale : le discernement de Kobili Traoré étant aboli, au sens de l'article 122-1 du Code pénal, il ne peut donc pas être jugé pour ce crime dont la cour confirme les motivations antisémites,. La cour d’appel de Paris ordonne également son hospitalisation assortie de mesures de sûreté pour vingt ans.
Le 3 mars 2021, devant la Cour de cassation, les parties civiles demandent de « retenir la responsabilité du jeune homme, compte tenu de son intoxication volontaire », tandis que la défense et l’avocate générale défendent « la nécessité de maintenir une distinction entre l’ivresse, causée par la prise volontaire de psychotropes (alcool, cannabis…), aux effets prévisibles, et le trouble psychiatrique inattendu... (qui) abolit » le discernement. Ainsi, la Cour considère que les dispositions de la loi actuelle « ne distinguent pas selon l’origine du trouble psychique ayant conduit à l’abolition de ce discernement », et valide les décisions antérieures sur le caractère antisémite du meurtre. La Cour de cassation confirme la décision de la cour d'appel, le 14 avril 2021,. Cette décision ne remet donc pas en cause son hospitalisation psychiatrique ordonnée par la justice ni le caractère antisémite du crime.

### Suites parlementaires
Le 22 juillet 2021 est formée à l'Assemblée nationale une « Commission d’enquête sur les éventuels dysfonctionnements de la justice et de la police dans l’affaire dite Sarah Halimi ». Le 6 janvier 2022, l'Assemblée nationale publie le rapport de la commission d'enquête. Le rapport écarte tout « dysfonctionnement grave ». La rapporteure a toutefois identifié des « failles » dans l'intervention de la police, qui peuvent expliquer, au moins partiellement, le retard pris pour que les policiers interviennent, alors qu'ils sont arrivés avant le meurtre de la retraitée. La rapporteure a aussi recommandé que, lors de la sortie de l'hôpital d'une personne ayant tué, le procureur soit tenu au courant, et qu'une nouvelle expertise puisse être menée. Elle évoque aussi des « dysfonctionnements internes » à la Commission, mettant en cause son président Meyer Habib, dont la conduite des débats a été vivement critiquée, et lui aura valu un courrier de rappel à l'ordre du président de l'assemblée nationale le 28 octobre 2021.
Meyer Habib évoque quant à lui des « dysfonctionnements abyssaux » dans l'enquête, affirmant que les enquêteurs n’auraient pas exploité le téléphone portable du meurtrier ou qu'aucune des deux juges d’instruction ne se serait rendue sur les lieux du drame. 

## Réactions

### Réactions au crime
Ce crime suscite une vive émotion dans la communauté juive, dont les responsables sont reçus par le procureur de la République de Paris le 7 avril 2017. Le 9 avril, une marche blanche, qui réunit un millier de personnes, est organisée par le Conseil représentatif des institutions juives de France (CRIF) pour demander que toute la vérité soit faite.
La presse juive se saisit rapidement de cette affaire bien que celle-ci n'ait d'abord eu qu'un « faible retentissement » : les premiers journaux nationaux — L'Express et Le Figaro — ne l'évoquent que six semaines plus tard,.
Le 22 mai, la partie civile demande que soit reconnue la circonstance aggravante à caractère antisémite, ainsi que la séquestration, les actes de torture et de barbarie. La presse nationale commence alors à poser la question de l'antisémitisme dans cette affaire. Ainsi, Le Monde intitule-t-il un article : « Sarah Halimi a-t-elle été tuée « parce qu’elle était juive ? » ».
Le 25 mai, le Times of Israel évoque la couverture de l'affaire par la presse française et remarque qu'« aucun journal n’a fait écho d’une mobilisation hors de la communauté juive en France, ni de soutien politique ».
Le 1er juin 2017, dix-sept intellectuels, dont Michel Onfray, Jacques Julliard, Marcel Gauchet, Alain Finkielkraut et Élisabeth Badinter publient une tribune dans Le Figaro demandant que  « la lumière soit faite sur la mort de cette Française de confession juive tuée aux cris d'« Allah akbar » ». Ils  dénoncent « le déni du crime » et « la politique de l'autruche »,.
En juillet 2017, parmi d'autres observateurs, le Washington Post établit un rapprochement entre cette affaire et le meurtre d'Ilan Halimi (un homonyme). « Pour la communauté juive française, l'Affaire Halimi est un nouvel exemple de ce que beaucoup considère comme le refus de l'État français de reconnaître les réalités de l'antisémitisme contemporain en France ».
Le 16 juillet, lors de la commémoration de la rafle du Vélodrome d'Hiver, Francis Kalifat, président du Conseil représentatif des institutions juives de France, souligne le caractère antisémite de ce meurtre, et le président de la République Emmanuel Macron demande à la justice de « faire toute la clarté » sur ce crime « malgré les dénégations » du meurtrier présumé.

### Réactions à la décision judiciaire
En novembre 2019, le journal israélien Haaretz fait également le rapprochement entre cette affaire et les affaires Sébastien Selam et Mireille Knoll : « En France, les auteurs de crime antisémite invoquent la folie pour échapper à la justice. [...] Et cela semble marcher. ».
Le 19 décembre 2019, après que la cour d'appel de Paris a conclu à l'irresponsabilité du suspect, les avocats du suspect expriment leur satisfaction et ceux de la famille de Sarah Halimi leur indignation,.
L'avocat de la famille dénonce la création d'une « jurisprudence Sarah Halimi » qui dit « que toute personne qui sera atteinte d'une bouffée délirante parce qu'elle a consommé des substances illicites et dangereuses pour la santé se verra exonérée de sa responsabilité pénale ». Mais pour Régis de Castelnau, dans Causeur, « on attend de la justice ce qui ne relève pas de sa mission et on fait dire à la décision judiciaire ce qu’elle ne dit pas ».
The Times of Israel, dans un article du 25 décembre, affirme que « plusieurs responsables politiques se sont indignés du jugement – si la droite l'a largement condamné, la gauche, hormis Anne Hidalgo, et LREM sont restés silencieux ». Y sont citées les réactions de Éric Ciotti, Valérie Boyer, Marine Le Pen, Nicolas Dupont-Aignan, Alain Houpert, Meyer Habib et Virginie Calmels.

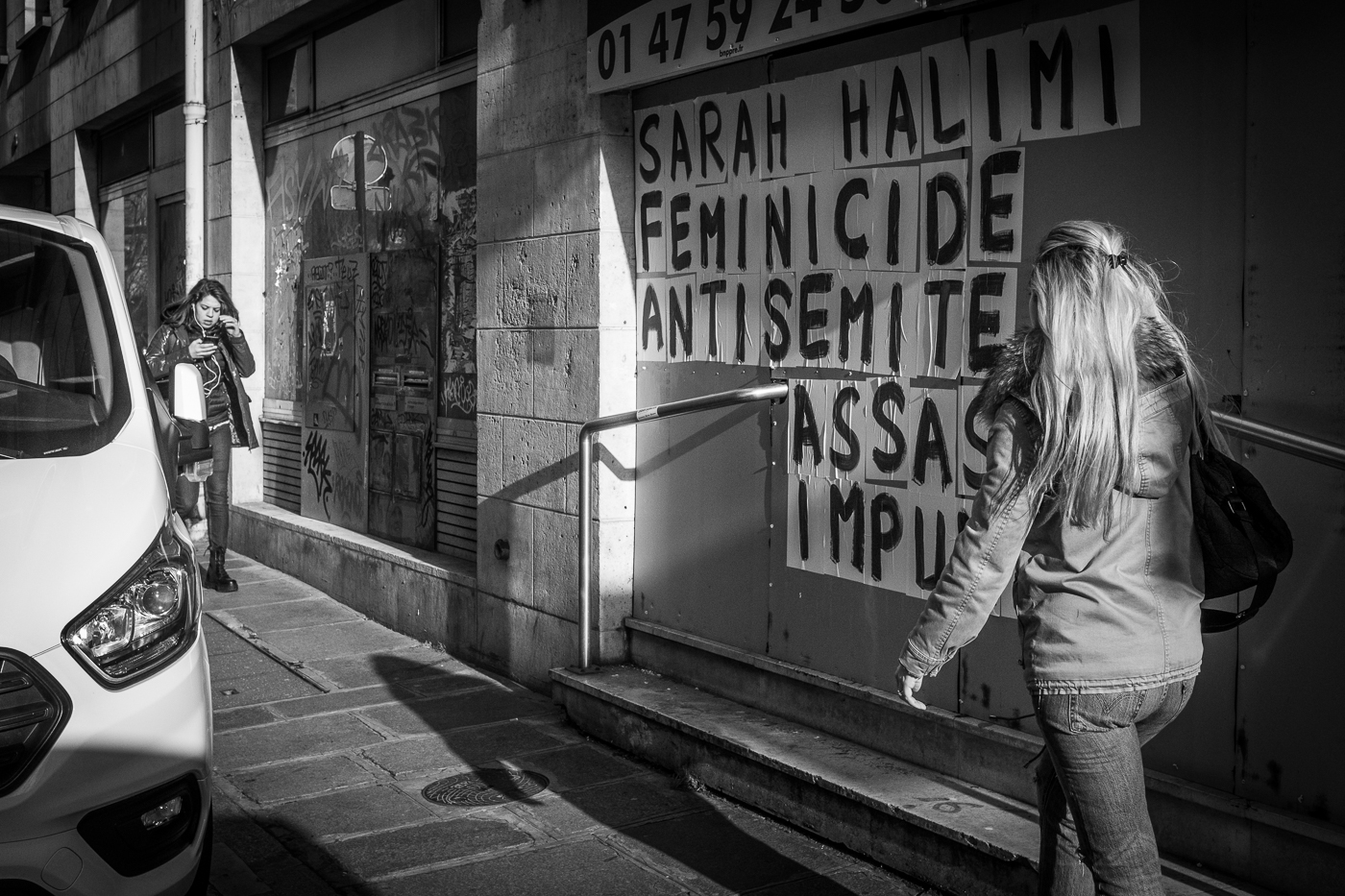
Collage pour Sarah Halimi dans la rue des Deux-Ponts à Paris en février 2020.

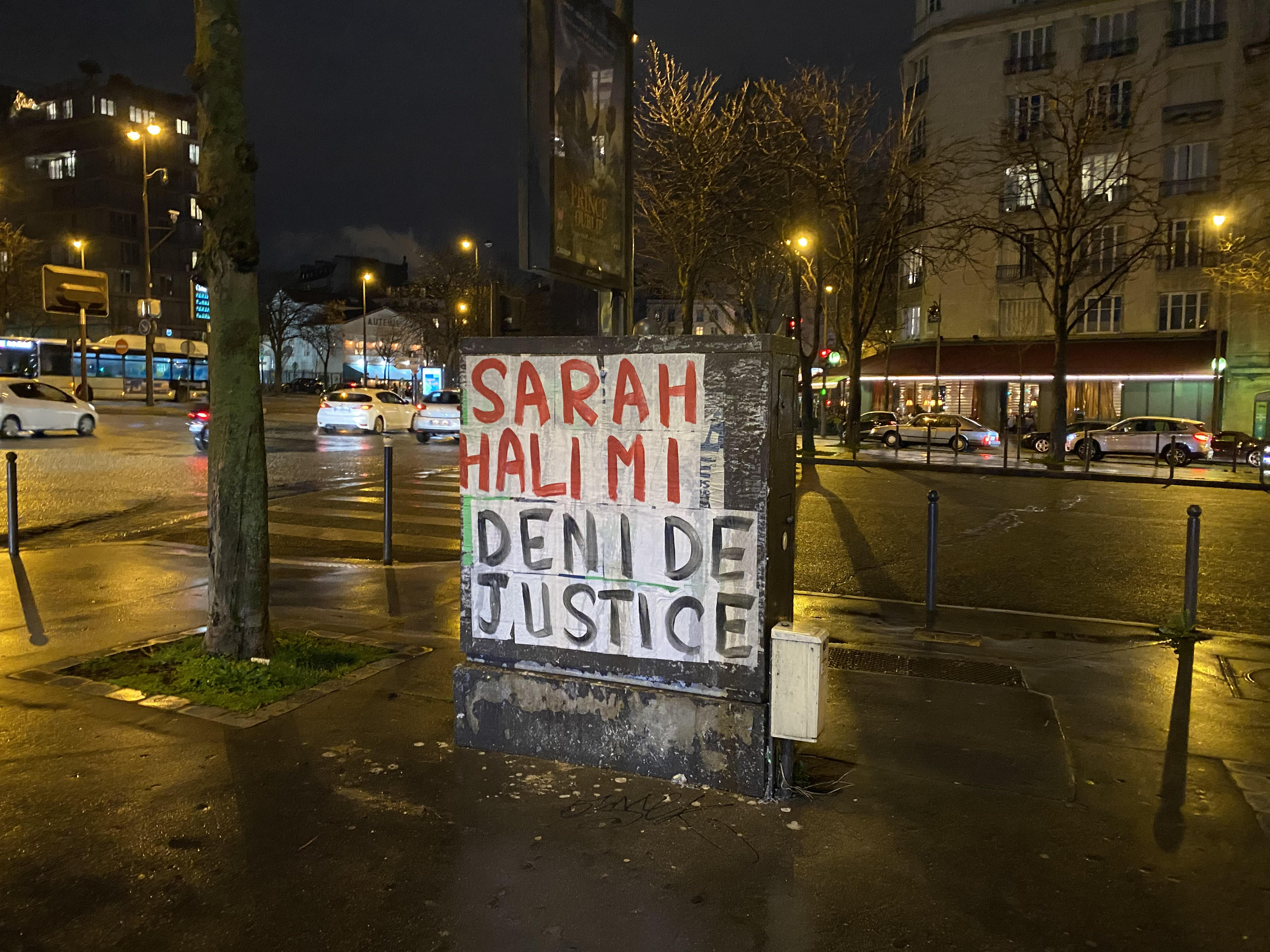
Collage place de la Porte-d'Auteuil à Paris, le même mois.

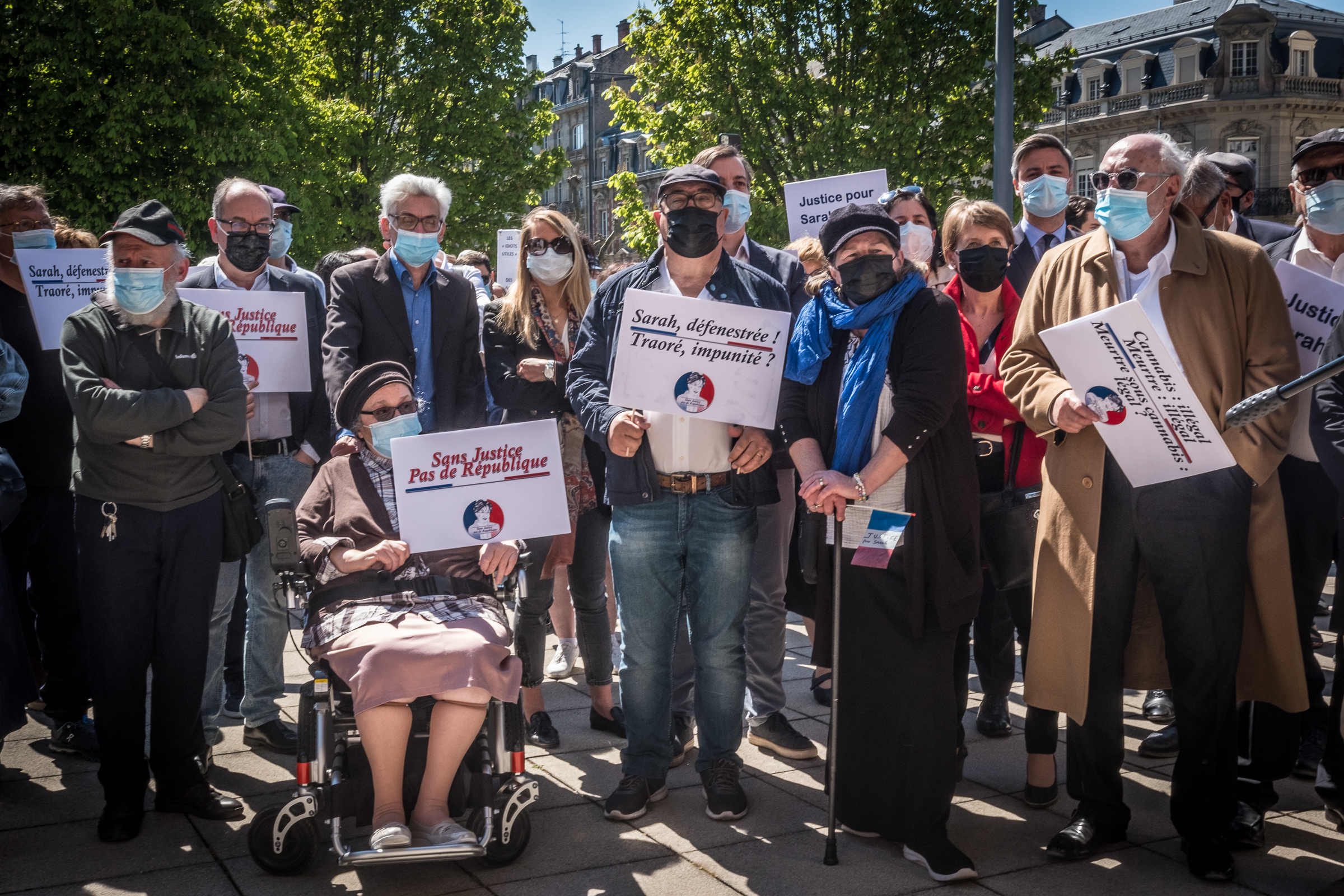
Rassemblement pour Sarah Halimi à Strasbourg le 25 avril 2021.

Le 5 janvier 2020, plusieurs marches sont organisées en France notamment à Paris, Marseille, Montpellier, Bastia et Ajaccio.
Le 13 janvier, plusieurs centaines de personnes répondent à un appel des communautés juives de Mulhouse et de Colmar et écrivent au président de la République en demandant « justice pour Sarah »,. Le 23 janvier 2020, à Jérusalem, où il assiste aux cérémonies marquant le 75e anniversaire de la libération du camp d'Auschwitz et lors d'un discours devant la communauté française d’Israël, Emmanuel Macron déclare : « Et, ce que nous apprend ce qui vient de se passer, c’est que, même si, à la fin, le juge devait décider que la responsabilité pénale n’est pas là, le besoin de procès, lui, est là [afin] que l’on comprenne ce qu’il s’est passé. […] Nous en avons besoin dans la République. ».

## Suites après la décision de la Cour de Cassation
Paul Bensussan, l'un des experts ayant conclu à l'irresponsabilité pénale de Kobili Traoré, confirme son analyse de l'existence d'une bouffée délirante aiguë, l'un des troubles « les plus consensuels d’irresponsabilité pénale ». Il indique que la consommation de cannabis n'a probablement été qu'un co-facteur des troubles psychiatriques déjà existants, sans pour autant nier la dimension antisémite du crime : « Il est difficile de nier qu’il existe un antisémitisme arabo-musulman et il n’y a aucune raison de penser que Monsieur Traoré, en pleine bouffée délirante, puisse y demeurer imperméable ». Il note également que Kobili Traoré n'avait pas consommé du cannabis dans le but de faciliter son passage à l'acte, et qu'il n'avait pas connaissance que cette substance pouvait provoquer une telle bouffée délirante aiguë. Il met en avant l'obscénité de la formule selon laquelle il suffirait de « fumer un joint pour tuer une juive, en toute impunité ».
À la suite de la décision de la Cour de cassation, le président de la République Emmanuel Macron déclare au Figaro, le 18 avril 2021 : « Décider de prendre des stupéfiants et devenir alors “comme fou” ne devrait pas à mes yeux supprimer votre responsabilité pénale. » De son côté, François Molins, devenu procureur général près la Cour de cassation, explique qu'il n'y a pas de contradiction en droit à considérer ce crime comme antisémite, tout en l'attribuant à un auteur pénalement irresponsable.
Contestant la décision de la Cour de cassation, le 25 avril, plusieurs manifestations réunissant des citoyens et des personnalités ont lieu dans les grandes villes de France, et aussi devant l'ambassade de France en Israël, sous le mot d'ordre « Sans justice, pas de République » et réclamant « Justice pour Sarah Halimi ». Anne Hidalgo, maire de Paris, présente à la manifestation à Paris, déclare qu'une rue de la capitale portera le nom de Sarah Halimi. 
Pourtant, comme le note Le Monde, un rapport parlementaire sur l’irresponsabilité pénale rendu le 23 avril 2021 préconise de ne pas modifier la loi :

« Au terme des auditions, la mission considère qu’au regard de la très forte imbrication entre les troubles psychiques avérés et les recours à des substances psychoactives, l’exclusion du bénéfice de l’article 122-1 pour les actes commis à la suite d'une consommation de toxiques serait une disposition dont la radicalité aggraverait le risque de pénaliser la maladie mentale et constituerait une atteinte substantielle aux principes fondamentaux de notre droit pénal relatifs à l’élément intentionnel. Il en serait de même pour les arrêts par les personnes atteintes de troubles mentaux de leurs traitements psychotropes, sans autorisation médicale. »

Cette décision est parfois considérée comme contraire à la position d'un arrêt de la Cour de cassation du 13 février 2018 qui avait confirmé une décision ayant retenu, en l'espèce, que la consommation même importante de stupéfiants avait conduit à une « altération, mais pas à une abolition du discernement »,,. Au contraire, Béatrice Brugère, à la tête du syndicat Unité Magistrats-SNM-FO, précise que, s'il y a bien des décisions différentes qui ont pu être rendues dans des situations où le mis en examen était sous l'empire de produits stupéfiants, c'est en raison de l'appréciation des faits d'espèce par les juges du fond.

Manifestation rassemblant environ 20000 personnes demandant justice pour Sarah Halimi le 25 avril 2021, place du Trocadéro à Paris.

Annoncé en avril 2021 par le président de la République, un projet de loi « relatif à la responsabilité pénale et à la sécurité intérieure » est présenté par le Gouvernement en juillet 2021. Il exclut l’irresponsabilité pénale lorsque la personne a volontairement consommé des substances psychoactives dans le dessein de commettre une infraction. Ce projet de loi est définitivement adopté par le Parlement le 16 décembre 2021. Cette nouvelle loi apporte deux exceptions à l'irresponsabilité pénale, dont la seconde en lien avec l'affaire Halimi : il sera possible de réprimer la consommation de produits psychoactifs, comme des drogues ou de l'alcool, si la personne savait que cela pouvait la conduire à des violences ou un homicide, dont elle a été déclarée irresponsable.

## Filmographie
- Alexandre Arcady, Sarah et les autres, avril 2021[75]
- François Margolin, Sarah Halimi, un crime antisémite et impuni, juin 2023[76]